# Kévin Azaïs
Pour les articles homonymes, voir Azaïs.
Kévin Azaïs, né le 1er septembre 1991 à Ermont, est un acteur français.

## Biographie
C'est dans la rue qu'on le repère pour la première fois, à l'âge de 10 ans : il est envisagé pour le rôle principal du film Les Diables de Christophe Ruggia (2002) mais, jugé trop jeune, c'est finalement son demi-frère, âgé de 15 ans, Vincent Rottiers, qui est choisi. Lorsque Thomas Cailley lui propose un rôle dans Les Combattants, il travaille essentiellement comme plombier-chauffagiste, même s'il a déjà fait quelques apparitions au cinéma, dont un second rôle important dans la Journée de la jupe, aux côtés d'Isabelle Adjani. 
Il a tourné depuis sous la direction de Catherine Corsini, Agnès Jaoui et Jean-Pierre Améris et tient la vedette aux côtés d'Isabelle Huppert dans Souvenir. En 2017, il remporte plusieurs prix d'interprétation pour son rôle  de chanteur charismatique d’un groupe de post-hardcore, dans Compte tes blessures.

## Filmographie

### Cinéma

#### Longs métrages
- 2008 : La Journée de la jupe : Sébastien
- 2012 : Comme un homme : Greg
- 2013 : Je fais le mort : Ludo
- 2013 : La Marche : Rémi
- 2013 : Vandal : Johan
- 2014 : L'Année prochaine : Stéphane
- 2014 : Les Combattants : Arnaud Labrède
- 2015 : Ni le ciel ni la terre : William Denis
- 2015 : La Belle Saison de Catherine Corsini : Antoine
- 2016 : Jeunesse : Zico
- 2016 : Souvenir : Jean
- 2017 : Compte tes blessures : Vincent
- 2017 : Le Sens de la fête d'Éric Toledano et Olivier Nakache : Patrice
- 2018 : Place publique d'Agnès Jaoui : Manu
- 2020 : Frères d'arme de Sylvain Labrosse : Stanko
- 2024 : Les Infaillibles de Frédéric Forestier : Joss Bogaert

#### Courts métrages
- 2012 : Le Père Noël et le Cowboy : le père Noël
- 2013 : Animal sérénade : Sacha
- 2015 : Réveiller les morts : Lucas
- 2015 : Kanun : Johan

### Télévision
- 2018 : Illettré (téléfilm) de Jean-Pierre Améris : Léo
- 2020 : Paris-Brest (téléfilm) de Philippe Lioret : Kévin
- 2020 : Laëtitia (mini-série) de Jean-Xavier de Lestrade : Franck Perrais
- 2022 : Ce que Pauline ne vous dit pas de Rodolphe Tissot : Enzo Dupré
- 2022 : L'Île prisonnière, mini-série d'Elsa Bennett et Hippolyte Dard : Yannick
- 2024 : Le négociateur d'Arnauld Mercadier : Fabien Lecuyer
- 2025 : Les Disparues de la gare de Virginie Sauveur : Arnaud Cholet

## Doublage
Sauf indication contraire ou complémentaire, les informations mentionnées dans cette section proviennent du générique de fin de l'œuvre audiovisuelle présentée ici.
- 2022 : Mystery Road : Les origines : ? (?)
- 2024 : The Big Cigar : ? (?) (mini-série)

## Distinctions

### Récompenses
- César 2015 : meilleur espoir masculin pour Les Combattants
- Festival du film de Cabourg 2015 : Swann d'or de la révélation masculine pour Les Combattants
- Festival international de Saint-Jean-de-Luz 2016 : prix d'interprétation masculine pour Compte tes blessures[3]
- Festival international du film de Stockholm 2016 : prix du meilleur acteur pour Compte tes blessures
- Festival international du film d'Aubagne 2017 :  prix de la meilleure interprétation masculine pour Compte tes blessures